# 839년

## 연호
- 당(唐) 개성(開成) 4년
- 일본(日本) 조와(承和) 6년

## 기년
- 당(唐) 문종(文宗) 13년
- 신라(新羅) 민애왕(閔哀王) 2년 / 신무왕(神武王) 원년 / 문성왕(文聖王) 원년
- 발해(渤海) 대이진(大彝震) 10년

## 사건
- 신라, 민애왕 김양에게 붙잡혀 살해당함.
- 김균정의 아들 김우징이 청해진에서 돌아와 왕의 자리에 올랐지만 7개월 만에 터진 종기로 세상을 떠남.
- 신무왕의 아들 경응이 왕의 자리에 오름.

## 탄생
- 6월 13일 - 카를 3세, 카롤링거 왕조 출신의 신성 로마 제국 황제.

## 사망
- 2월 9일(음력 1월 22일) - 신라(新羅) 44대 왕 민애왕(閔哀王).
- 9월 4일(음력 7월 23일) - 신라(新羅) 45대 왕 신무왕(神武王).